# Постцентральная извилина
Постцентральная извилина (лат. gyrus postcentralis) — участок теменной доли коры больших полушарий головного мозга. В постцентральной извилине заканчиваются пути поверхностной и глубокой чувствительности и находится первичная соматосенсорная кора.

## Анатомия
Постцентральная извилина располагается в теменной доле, позади центральной борозды. Её границами служат:
- спереди — центральная борозда
- сзади — постцентральная борозда
- медиально — продольная щель мозга
- латерально — латеральная борозда

## Функция исемиотикапоражения

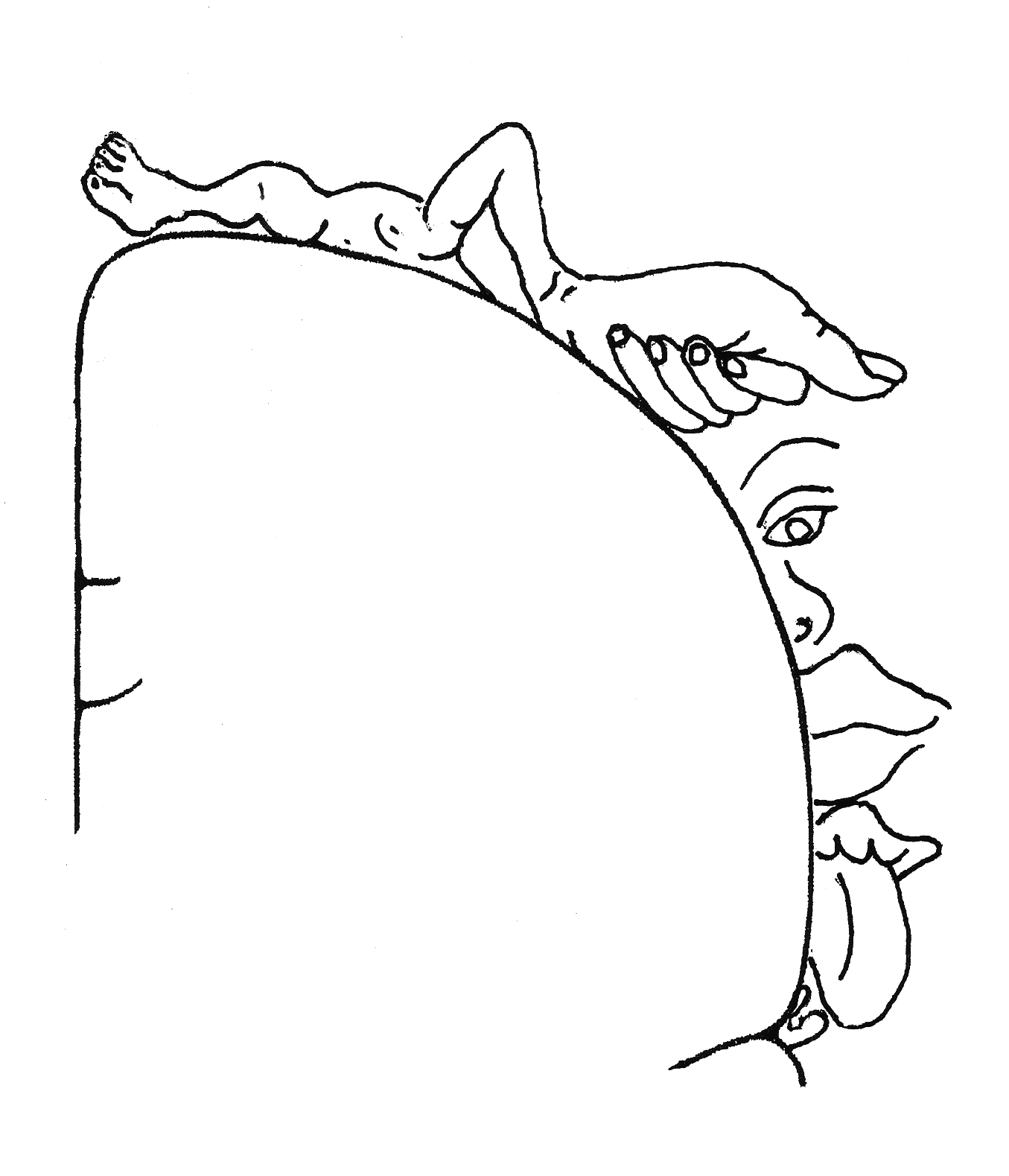
«Чувствительный гомункулус» Пенфилда

В постцентральной извилине заканчиваются афферентные пути поверхностной и глубокой чувствительности. При этом ближе к продольной щели мозга располагаются отделы получающие информацию от нижних конечностей и нижних отделов туловища, а наиболее низко у латеральной борозды проецируются поля верхних частей тела и головы. Данная закономерность отмечена канадским нейрохирургом Пенфилдом, а полученное им изображение носит название «чувствительного гомункулуса».
При повреждении наступает анестезия или гипестезия всех видов чувствительности в соответствующих (в зависимости от места поражения) частях тела с противоположной стороны. При раздражении возникают парестезии в участках тела соответствующих раздражаемым зонам коры. Такие парестезии (чувствительные джексоновские приступы) могут быть аурой общего эпилептического приступа.